# Belisana strinatii
Belisana strinatii är en spindelart som beskrevs av Huber 2005. Belisana strinatii ingår i släktet Belisana och familjen dallerspindlar. Inga underarter finns listade.